# Christopher Okoro Cole
Christopher Okoro Cole (ur. 1921, zm. 1990) – polityk Sierra Leone, gubernator generalny tego kraju od 31 marca do 19 kwietnia 1971, pierwszy prezydent od 19 kwietnia do 21 kwietnia 1971.